# 大屋秀作
大屋 秀作（おおや しゅうさく、1983年8月29日 - ）は、長野県出身の元バスケットボール選手。日立サンロッカーズに所属していた。

## 来歴
長野吉田高校から青山学院大を経て、日立に入社。
2007年のユニバーシアードで日本代表に選ばれる。2012年引退。

## 経歴
- 長野吉田高校 - 青山学院大学 - 日立サンロッカーズ（2007年〜2012年）

## 日本代表歴
- 2007ユニバーシアード